# اچ‌ام‌اس هرالد (۱۸۰۶)
اچ‌ام‌اس هرالد (۱۸۰۶) (به انگلیسی: HMS Herald (1806)) یک کشتی است که طول آن ۱۰۸ فوت ۱۰ اینچ (۳۳٫۲ متر) می‌باشد. این کشتی در سال ۱۸۰۶ ساخته شد.